# Long John Silver (komiks)
Long John Silver – francuska seria komiksowa autorstwa scenarzysty Xaviera Dorisona i rysownika Mathieu Laufraya, wydana w oryginale przez Dargaud w latach 2007–2013, a po polsku przez Taurus Media w latach 2011–2013.

## Fabuła
Fabuła serii nawiązuje do powieści Wyspa skarbów Roberta Louisa Stevensona. Akcja rozgrywa się w XVIII wieku. Zubożała angielska arystokratka Lady Vivian Hastings dowiaduje się, że jej zaginiony w ekspedycji mąż żyje i że odnalazł mityczne miasto Guyanacapac w Amazonii, kryjące wielkie skarby. Brat Hastingsa dostał od niego zlecenie sprzedania reszty rodzinnych dóbr i zorganizowania akcji ratunkowej. Lady Vivian dołącza do szwagra i wyrusza z nim na statku, który okazuje się pirackim okrętem dowodzonym przez Long Johna Silvera, jednonogiego bandytę znanego z powieści Stevensona. Przebiegła i chciwa Lady Vivian podejmuje grę z Silverem, aby ocalić siebie, męża i skarb, który spodziewa się odnaleźć w Guyanacapac.

## Tomy
| Tom | Tytuł i rok wydania polskiego | Tytuł i rok wydania oryginalnego |
| --- | ----------------------------- | -------------------------------- |
| 1   | Lady Vivian Hastings (2011)   | Lady Vivian Hastings (2007)      |
| 2   | Neptun (2012)                 | Neptune (2008)                   |
| 3   | Szmaragdowy labirynt (2012)   | Le Labyrinthe d'Emeraude (2010)  |
| 4   | Guyanacapac (2013)            | Guyanacapac (2013)               |